# Milan Hosseini
Milan Hosseini (Heilbronn, 18 luglio 2001) è un ginnasta tedesco.

## Biografia
La sua squadra di club è lo Schwäbischer Turnerbund.
Agli europei individuali di Adalia 2023 si è aggiudicato la medaglia di bronzo nel corpo libero, terminando alle spalle del britannico Luke Whitehouse e dell'israleiano Artem Dolgopyat.

## Palmarès
- Europei

Adalia 2023: bronzo nel corpo libero;